# Prospalte

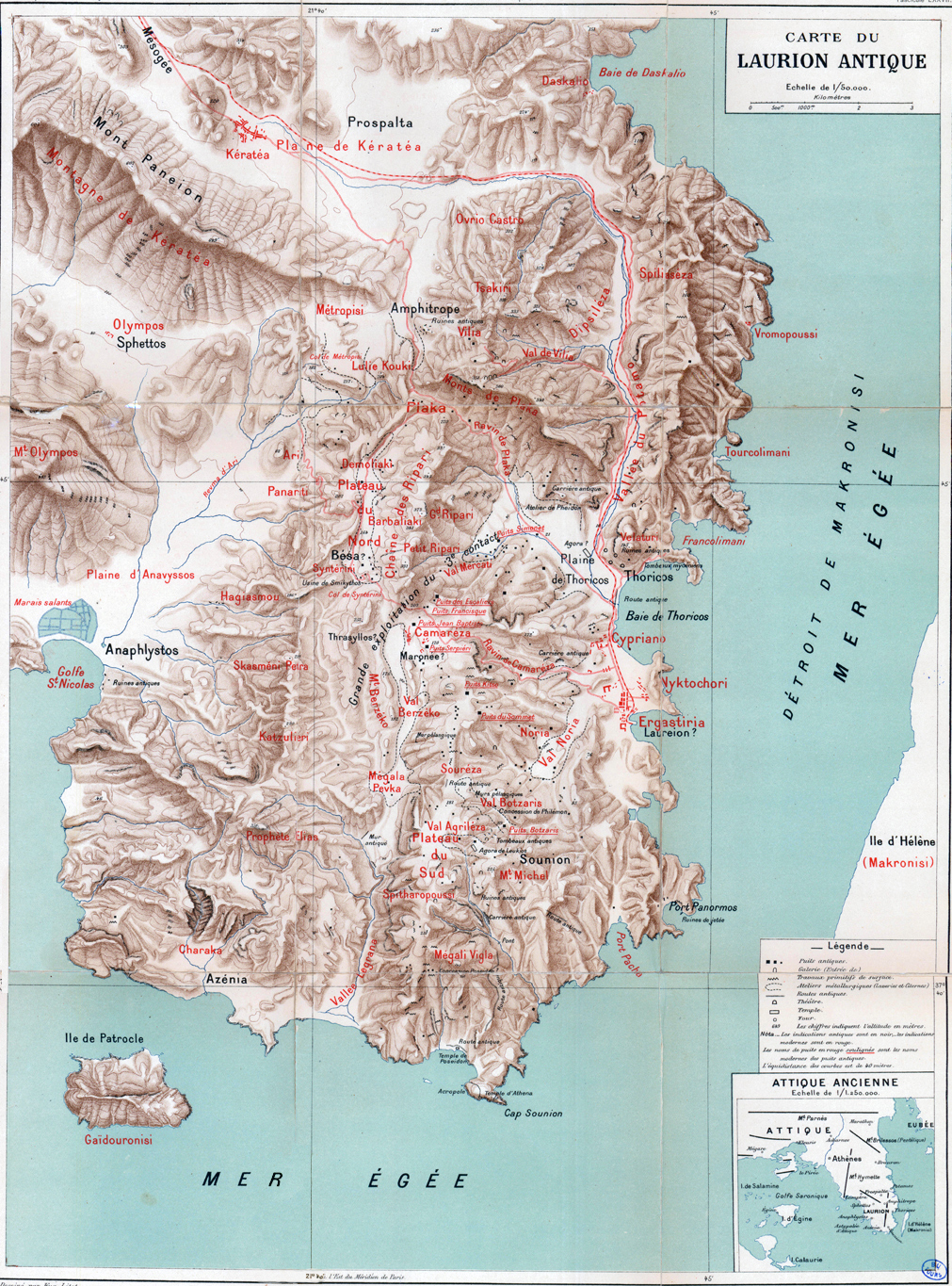
Prospalte se trouve au nord du Laurion antique sur cette carte.

Prospalte (en grec ancien Προςπαλτος / Prospaltos) est un dème de l'Athènes antique. Selon la tradition, les habitants de ce dème aimaient les procès et les plaidoyers. Un devin contemporain de Socrate y est né ; son nom est éponyme d'un dialogue platonicien, et il est question de lui dans le Cratyle. Victor Cousin dit qu'il s'agit du même personnage, Luc Brisson n'est pas de cet avis.

### Articles annexes
- Euthyphron